# Kaliwangi
Kaliwangi is een bestuurslaag in het regentschap Banyumas van de provincie Midden-Java, Indonesië. Kaliwangi telt 3056 inwoners (volkstelling 2010).